# Lindsey Van
Lindsey Marie Van (Detroit, 27 de noviembre de 1984) es una deportista estadounidense que compitió en salto en esquí. Ganó una medalla de oro en el Campeonato Mundial de Esquí Nórdico de 2009, en la prueba de trampolín normal individual.

## Palmarés internacional
| Campeonato Mundial | Campeonato Mundial        | Campeonato Mundial | Campeonato Mundial |
| Año                | Lugar                     | Medalla            | Prueba             |
| ------------------ | ------------------------- | ------------------ | ------------------ |
| 2009               | Liberec (República Checa) | Medalla de oro     | TN individual      |